# エクセター大聖堂
座標: 北緯50度43分21秒 西経3度31分48秒 / 北緯50.72250度 西経3.53000度

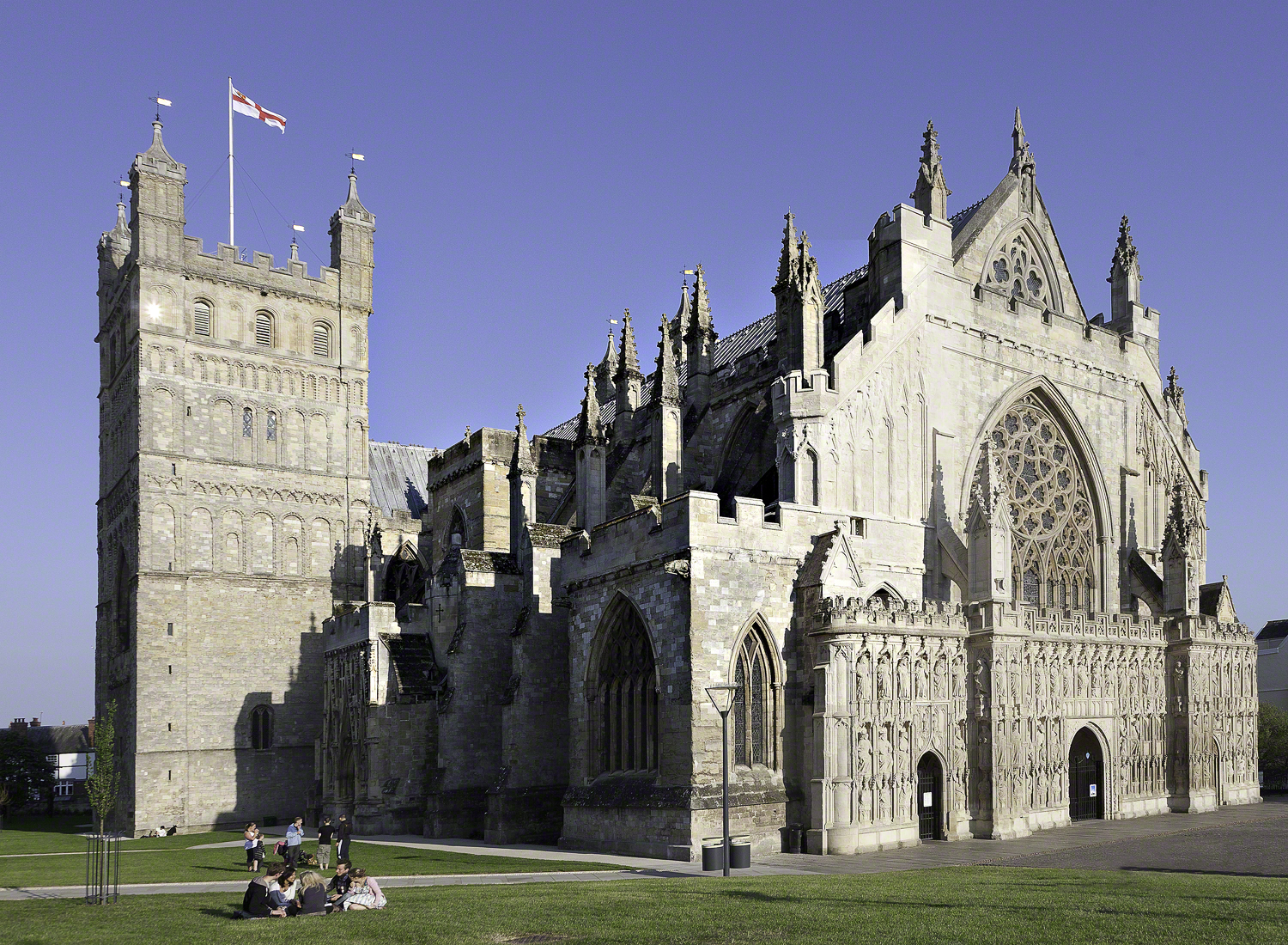
エクセター大聖堂

エクセター大聖堂 （Exeter Cathedral、正式名称、聖ペトロ主教座聖堂、Cathedral Church of St Peter）は、イギリス、エクセターにある大聖堂。いわゆるゴシック建築に分類される。起源は932年、ベネディクト会の修道士が建設した教会にさかのぼる。この初期の教会堂が火事により消失したので、1112年に聖堂の建設を開始し、この世紀の終わりまでに一旦の完成をみた。後にほぼ新築と言ってよいレベルで建て直され、1275年-1350年頃の改築により現在のような形になっていった。このときの改装前の遺構は、交差部南北の端に位置する鐘塔、基礎および壁の一部に残っている。現在、イングランド国教会のカンタベリー大聖堂管区・エクセター教区の主教座聖堂である。
天井を装飾するリヴ・ヴォールトのリヴ間隔は最大でも2メートル程と狭くまた密となっており、それぞれのリヴの交点にある辻飾りとともに特徴として挙げられる。また、オルガンが内陣の仕切り壁の上という「異例」な場所に配置されているのも特徴である。

## ギャラリー
上記で例として挙げた特徴を紹介する。

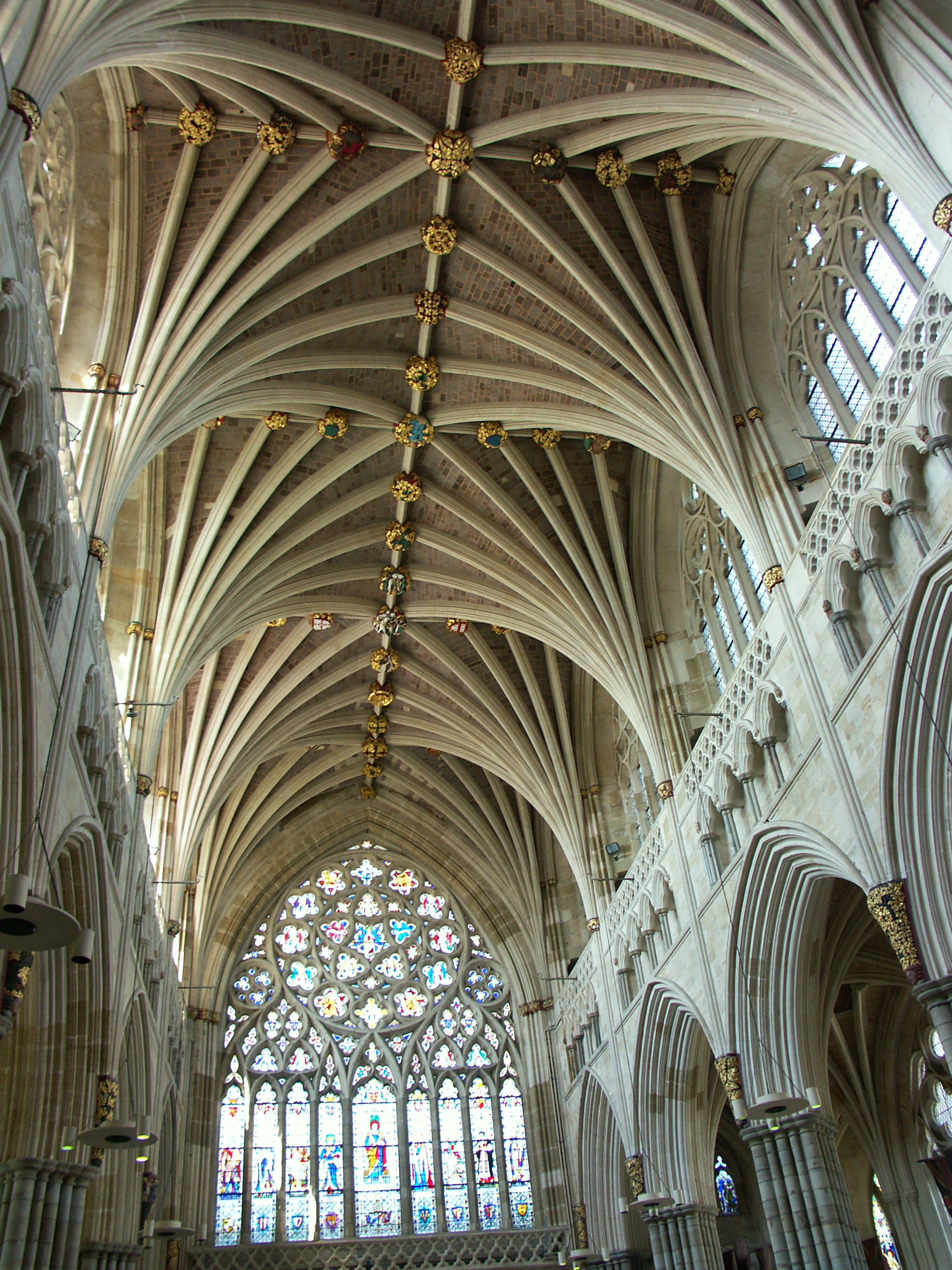
リヴ
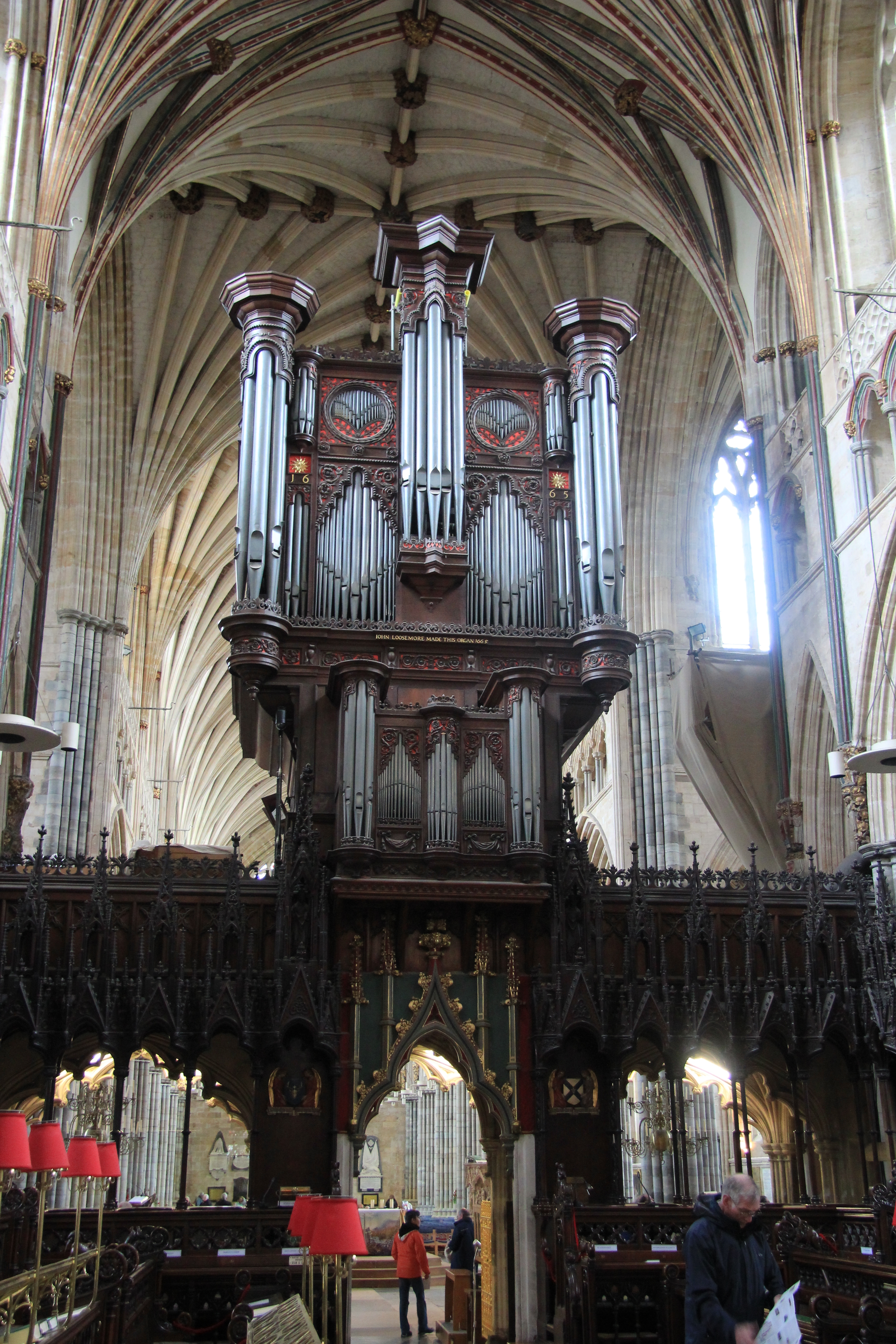
オルガン